# アニカ・モア
アニカ・モア（Anika Rose Moa、1980年5月21日 – ）は、ニュージーランドのポップ歌手。クライストチャーチ在住。

## 経歴
2013年からは子供向けのシリーズ『ソング・フォー・バッバズ』を展開。

## 人物
レズビアンである。

## ディスコグラフィ

### スタジオ・アルバム
| 年     | タイトル                           | RIANZ チャート ピーク |
| ------ | ---------------------------------- | --------------------- |
| 2001年 | 「ティンキン・ルム」               | 1                     |
| 2005年 | 「ストーレン・ヒル」               | 6                     |
| 2007年 | 「イン・スウィンス・ザ・タイヅ」   | 6                     |
| 2010年 | 「ラヴ・イン・モシン」             | 4                     |
| 2013年 | 「ソング・フォー・バッバズ」       |                       |
| 2015年 | 「クイーン・アット・ザ・テーブル」 |                       |
| 2016年 | 「ソング・フォー・バッバズ II」    |                       |
| 2018年 | 「アニカ・モア」                   |                       |
| 2019年 | 「ソング・フォー・バッバズ III」   |                       |

### シングル
| 年     | タイトル                                          | RIANZ チャート ピーク | アルバム                     |
| ------ | ------------------------------------------------- | --------------------- | ---------------------------- |
| 2001年 | ユティフル                                        | 5                     | 「ティンキン・ルム」         |
| 2002年 | グッド・イン・マイ。ヘッド                        | 22                    | 「ティンキン・ルム」         |
| 2002年 | フォリン・イン・ラヴ・アゲン                      | 5                     | 「ティンキン・ルム」         |
| 2002年 | マザ                                              | 46                    | 「ティンキン・ルム」         |
| 2005年 | イン・ザ・モニン                                  | —                     | 「イン・スウィンス・タイヅ」 |
| 2005年 | レセルド・ウィス・ヨー・アンジェル                | —                     | 「イン・スウィンス・タイヅ」 |
| 2007年 | ドリームス・イン・マイ・ヘッド                    | 16                    | 「イン・スウィンス・タイヅ」 |
| 2008年 | マイ・オルド・マン                                | —                     | 「イン・スウィンス・タイヅ」 |
| 2008年 | スタンディン・イン・ティス・ファイア              | —                     | 「イン・スウィンス・タイヅ」 |
| 2008年 | ワイス・マン・セイ                                | —                     | 「イン・スウィンス・タイヅ」 |
| 2008年 | ビサイド・ユー (アニカ・モア with オッポショッポ) | 10                    | ノン・アｒバム・シングル     |
| 2010年 | ランイン・サルー・ザ・ファイア                    | 38                    | 「ラヴ・イン・モシン」       |
| 2010年 | ラヴ・ミ・アゲン                                  | —                     | 「ラヴ・イン・モシン」       |